# Rowlandius viquezi
Espèce
Rowlandius viquezi est une espèce de schizomides de la famille des Hubbardiidae.

## Distribution
Cette espèce est endémique du Costa Rica,. Elle se rencontre vers Sarapiquí.

## Description
Le mâle holotype mesure 3,02 mm.

## Étymologie
Cette espèce est nommée en l'honneur de Carlos Víquez.

## Publication originale
- Armas, 2009 : Dos nuevas especies de Hansenochrus y Rowlandius (Schizomida: Hubbardiidae) de Costa Rica. Boletín de la Sociedad Entomológica Aragonesa, vol. 45, p. 253-257 (texte intégral).